# Люксембурзький університет

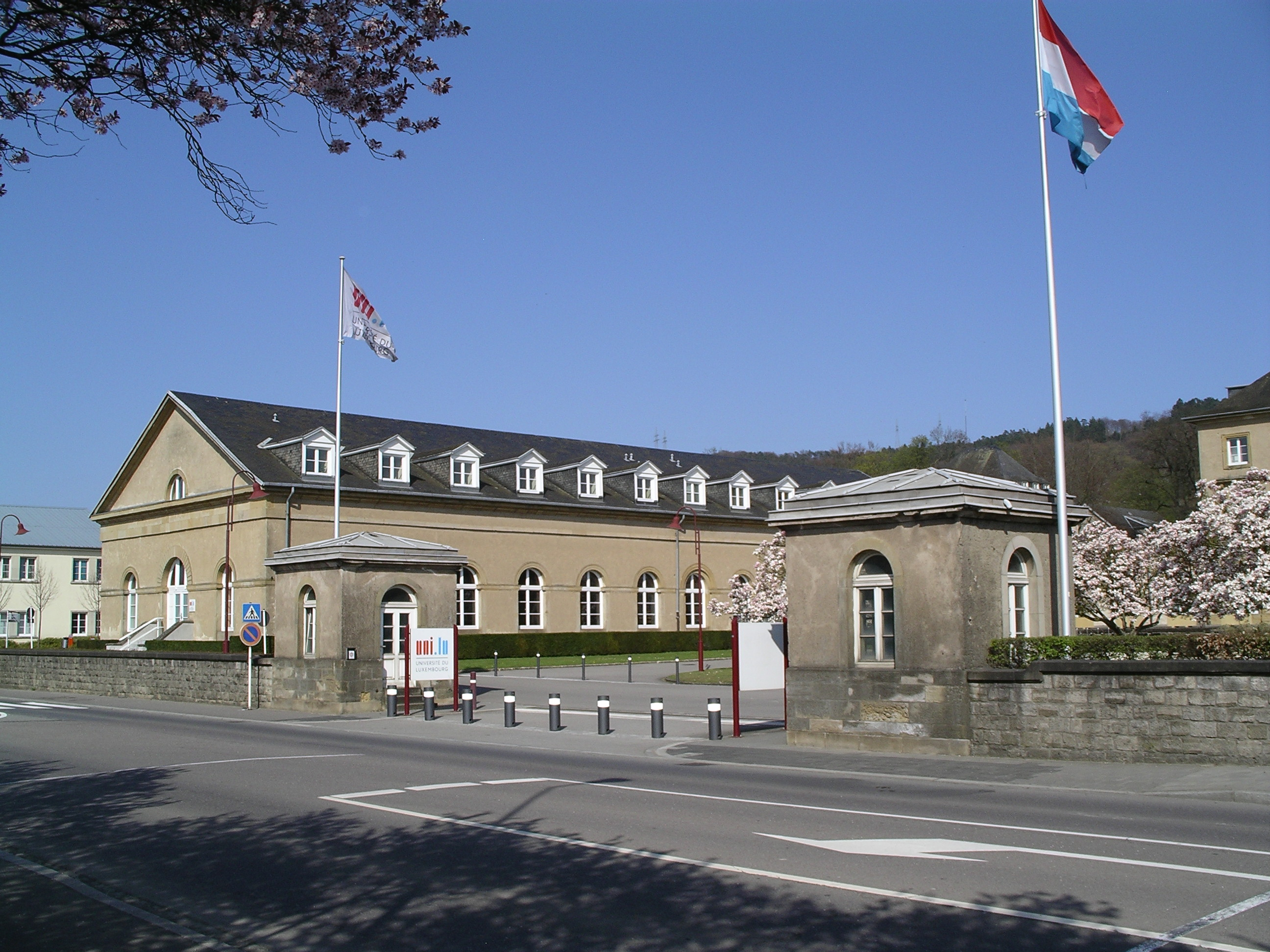
Замок Вальфердінген, сьогодні – кампус Люксембурзького університету

Люксембурзький університет (фр. Université du Luxembourg) – університет, заснований в 2003 році в місті Люксембург. Корпуси університету розташовані в трьох місцях Кірхберг, Лімпертсберг та Вальфердінген. Ще один осідок університету планується в Еш-сюр-Альзетт, де наразі завершується будівництво «Дому знання» (Maison du savoir). 
Навчальні програми спираються на засади Болонського процесу. Університет пропонує 11 бакалаврських та 23 магістерські програми.

## Історія
Наукова робота і вищі студії існували в Люксембурзі і до заснування університету. Функцію університету виконував так званий «Університетський центр Люксембургу» (Centre Universitaire de Luxembourg, CUNLUX), який складався з таких відділень: Відділення філології та гуманітарних наук (Département des Lettres & des Sciences Humaines), філософський семінар, семінар античних досліджень, семінар середньовічної історії (проф. Мішель Марг, Michel Margue), семінар нової історії (проф. Жан-Поль Лене, Jean-Paul Lehners), семінар найновішої історії (проф. Жільбер Трош, Gilbert Trausch), семінар ISIS Взаємозалежність суспільств, взаємовплив наук (Interdépendances des sociétés, interaction des sciences), семінар CERF Центр франкофонних досліджень (Centre d'Etudes et de Recherches Francophones), лінгвістичний семінар, семінар англістики, Центр досліджень американістики. 
Підготовка педагогічних працівників здійснювалася «Вищим інститутом педагогічних досліджень» (Institut Supérieur d’Études et de Recherches Pédagogiques, ISERP) у Вальфердінгені.
Люксембурзький університет є наступником всіх цих закладів, які входять до нього у видозміненій формі.
Першим ректором університету був франко-канадський професор Франсуа Травенас (François Tavenas, 1942–2004). З 2005 року ректором університету працює професор Роль Таррах, (Rolf Tarrach, *1948, Валенсія).
Навчальний процес в університеті двомовний, в залежності від фаху мовами викладання є англійська і французька, або французька і німецька чи англійська і німецька.
В університеті навчається 5000 студентів з 95 країн світу. Тут працює 170 викладачів з 20 країн світу. Навчання коштує 200 євро за семестр.

## Факультети
- Факультет природничих наук, технологій та комунікації
- Факультет права, економіки й фінансів
- Факультет мов, літератур, гуманітарних наук, мистецтва й педагогіки

## Наукові дослідження
Люксембурзький університет має 5 основних напрямків наукових досліджень, визначених на період до 2013 року:
- Міжнародні фінанси Internationale Finanzwissenschaften
- Безпека інформаційної техніки Sicherheit und Verlässlichkeit von Informationstechnik
- Системна біомедицина System-Biomedizin
- Європейське й господарське право Europa- und Wirtschaftsrecht
- Виховання й навчання в багатомовному та багатокультурному контексті.

Інші сфери наукових досліджень:
- Люксембурзькі студії Luxemburg-Studien
- Природні ресурси, природні технології та природні зміни Umweltressourcen, -technologien und -veränderungen
- Економіка підприємства Wirtschaft und Unternehmertum
- Соціальний та індивідуальний розвиток Soziale und individuelle Entwicklung
- Математика Mathematik
- Європейський менеджмент Europäische Governance

## Лабораторія люксембурзької лінгвістики та літератури
Лабораторія люксембурзької лінгвістики та літератури (Laboratoire de linguistique et de littératures luxembourgeoises) займається мовознавчими та літературознавчими аспектами люксембурзької мови з погляду багатомовності. Лабораторію було засновано у вересні 2009 року. Люксембурзька мова, як мова державна, є ключовим аспектом національної ідентичності люксембуржців, до такого висновку приходять автори дослідження, проведеного в рамках Лабораторії „Inventing Luxembourg“. 